# Ted McKeever
Pour les articles homonymes, voir McKeever.
Ted McKeever est un auteur et dessinateur de bande dessinée américain né en 1960.

## Biographie
Ted McKeever naît à New York, ville qui a toujours une grande importance dans sa vie bien qu'il n'y vive plus. L'éditeur canadien Vortex Comics publie en 1987 sa première série, Transit, qui lui vaut quatre nominations aux prix Eisner en 1988 (meilleure publication, meilleure série en noir et blanc, meilleure nouvelle série et meilleur artiste). 
McKeever réalise ensuite pour l'éditeur américain Mad Dog Graphics douze épisodes d'Eddy Current (en), une série suivant une personne qui s'évade d'un asile. L'originalité narrative (chaque épisode correspond à une heure d'action) comme graphique (dessin sombre et anguleux) de cette série la distinguent grandement des autres publications nord-américaines d'alors.
McKeever créée ensuite deux séries pour Epic Comics, un label de Marvel Comics où les auteurs gardent leurs droits sur leurs œuvres : en 1990 Plastic Forks, mini-série en cinq épisodes sur l'expérimentation animale, et en 1991-1992 Metropol, qui met en scène une bataille entre anges et démons. Il crée ensuite avec le scénariste Peter Milligan The Extremist (en), histoire de vengeance publiée en quatre épisodes par Vertigo, un label de DC Comics, en 1993. Toujours pour Vertigo, il dessine dix épisodes de Doom Patrol écrits par Rachel Pollack (1994-1995) et les mini-séries Industrial Gothic (en) (1995) et Faith (2000).
McKeever anime également à plusieurs reprises les principaux super-héros de DC Comics, en particulier en dessinant trois épisodes de l'univers Elseworlds écrits par Randy et Jean-Marc Lofficier et inspirés parle cinéma expressionniste allemand : Superman's Metropolis (en) en 1996, Batman: Nosferatu (en) en 1999 et Wonder Woman: The Blue Amazon (en) en 2003. En 2004, DC publie sa mini-série Enginehead, écrite par Joe Kelly.
McKeever se fait relativement rare dans les années suivantes, avant de revenir en 2010 chez Image Comics, un éditeur de taille moyenne, avec la mini-série Meta4, qu'il écrit lui-même, comme à ses débuts. Image Comics a ensuite continué à publier les nouvelles mini-séries de McKeever : Mondo (2012), Miniature Jesus (2013), The Superannuated Man (2014) et Pencil Head (2016).

## Œuvre
Le style graphique de Ted McKeever est particulièrement reconnaissable, ligne épaisse et très anguleuse, dessin expressionniste et dynamique, pour une atmosphère sombre et oppressante, à la fois kafkaïenne et "eighties".

## Comics
- Transit #1-5 (Vortex 1987-88, inachevé)
- Eddy Current #1-12 (Mad Dog Graphics 1987-88)
- Grimjack #47 (First Comics 1988) (Eddy Current Back-up story)
- Fish Police vol. 2 #8 (Comico 1988) (Riverfront Joe's)
- Clive Barker's Hellraiser #1 (Epic 1989) (Dance Of The Fetus)
- Ted McKeever’s Plastic Forks #1-5 (Epic 1990)
- Metropol #1-12 (Epic 1991-92)[4]
- Metropol A.D. #1-3 (Epic 1993)
- Eclipso #8-9 (DC 1993) (scénario Keith Giffen, Robert Loren Fleming)
- The Extremist #1-4 (DC/Vertigo 1993) (scénario Peter Milligan)
- Clive Barker's Night Breed # 24-25 (Epic 1993 (couverture)
- Showcase '93 #12 (DC 1993) (The Creeper: A Cold Night In Hell written by Keith Giffen)
- Doom Patrol #75-79, 81-82, 84-87 (DC/Vertigo 1994-95) (scénario Rachel Pollack)
- Industrial Gothic #1-5 (DC/Vertigo 1995)
- Engines in Legends of the Dark Knight #74-75 (DC 1996)
- Batman: Black & White #1 (DC 1997) (Perpetual Mourning)
- Superman's Metropolis - Elseworlds (DC 1997) (scénario Randy & Jean-Marc Lofficier & Roy Thomas)
- Junk Culture #1-2 (DC 1997)
- Toxic Gumbo (DC 1998) (scénario Lydia Lunch)
- Batman Nosferatu - Elseworlds (DC 1999) (scénario Randy & Jean-Marc Lofficier)
- Faith #1-5 (DC 2000)
- Flinch #14 (DC/Vertigo 2000) (Grave Wisdom)
- Vertigo Visions (Titan Books 2000)
- Spider-Man's Tangled Web #18 (Marvel 2002)
- Ultimate Marvel Team-Up #12-13 (Marvel 2002) (scénario Brian Michael Bendis)
- Marvel Knights Double Shot #2 (Marvel 2002) (Memories of Green)
- Wonder Woman: The Blue Amazon - Elseworlds (DC 2003)  (scénario Randy & Jean-Marc Lofficier)
- The Matrix Comics #1 (Burleyman 2003) (A Life Less Empty)
- The Matrix Comics #2 (Burleyman 2004) (The King of Never Return)
- Enginehead (DC 2004) (scénario Joe Kelly)
- A1 Bojeffries Terror Tome #1 (Atomeka 2005) (Eddy Current - prologue, Judgement)
- Little Book of Horror: War of the Worlds (IDW 2005) (scénario Steve Niles)
- Doomed (IDW 2006) (Cuts, scénario F. Paul Wilson)
- Silent Hill: Dead/Alive #1-5 (IDW 2006) (couvertures)
- Zombies! Feast #1-2 (IDW 2006) (couvertures)